# Верификациона мисија Уједињених нација Ангола 1
Верификациона мисија Уједињених нација Ангола 1 (UNAVEM 1) била је мировна мисија која је постојала од јануара 1989. до јуна 1991. у Анголи током грађанског рата. Она је успостављена Резолуцијом 626 Савета безбедности Уједињених нација 20. децембра 1988. године.
У грађанском рату, Совјетски Савез и Куба подржали су Народни покрет за ослобођење Анголе (MPLA), док су Јужна Африка и Сједињене Државе подржале Националну унију за потпуну независност Анголе (UNITA). MPLA је постала јача странка.
Циљ UNAVEM-а 1 био је да надгледа повлачење кубанских трупа. Ова мисија је била успешна.
Уједињене нације су 1991. основале мисију за праћење, Верификациону мисију Уједињених народа Ангола 2.